# 1641 en santé et médecine
| Années de la santé et de la médecine : 1638 - 1639 - 1640 - 1641 - 1642 - 1643 - 1644    |
| Décennies de la santé et de la médecine : 1610 - 1620 - 1630 - 1640 - 1650 - 1660 - 1670 |

Cet article présente les faits marquants de l'année 1641 en santé et médecine.

## Événements
France
- Jean Riolan, médecin anatomiste, est opéré de la maladie de la pierre. Il décèdera à l'âge de 77 ans, le 16 janvier 1657, de rétention d'urines[1].

## Publications
- Johann Vesling (1598-1649) : Syntagma anatomicum, manuel anatomique le plus abouti de la seconde moitié du XVIIe siècle, avec seize éditions en latin, allemand, néerlandais et anglais[2],[3],[4].
- Nicolaes Tulp (1593-1674) : Observationes Medicae (en)[4],[5],[6].

## Naissances
- 15 avril : Robert Sibbald (mort en 1722), médecin, naturaliste et géographe écossais[7].
- 30 juillet : Reinier de Graaf (mort en 1673), médecin et anatomiste néerlandais[8].
- 26 septembre : Nehemiah Grew (mort en 1712), médecin et botaniste anglais. Il est l'un des premiers à avoir étudié l’anatomie des végétaux[9].

Date indéterminée
- Raymond Vieussens (mort en 1715), médecin et anatomiste français.

## Décès
Date indéterminée
- Guy de La Brosse (né c. 1586), botaniste et médecin français.